# Communauté de communes Aghja Nova
La communauté de communes Aghja Nova est une ancienne communauté de communes française, située dans le département de la Haute-Corse et la région Corse.
En 2017, la communauté de communes Pasquale Paoli est née de la fusion des quatre communauté de communes de la Vallée du Golo, du Niolu, de l'Aghja Nova et des Tre Pieve.

## Historique
La communauté de communes est créée le 29 décembre 2004. Quatre mois plus tard, le 5 avril 2005, la commune de Castirla sort du périmètre de l'intercommunalité. Par la suite, elle y sera réintégrée à compter du 1er janvier 2013, dans le cadre de la réforme des collectivités territoriales.

## Composition
Cet EPCI est composé des communes suivantes :
| Nom                 | Code Insee | Gentilé        | Superficie (km2) | Population (dernière pop. légale) | Densité (hab./km2) |
| ------------------- | ---------- | -------------- | ---------------- | --------------------------------- | ------------------ |
| Omessa (siège)      | 2B193      | Omessiens      | 24,40            | 544 (2014)                        | 22                 |
| Castiglione         | 2B081      | Castiglionais  | 23,17            | 39 (2014)                         | 1,7                |
| Castirla            | 2B083      |                | 24,32            | 167 (2014)                        | 6,9                |
| Piedigriggio        | 2B220      | Piedigriggeois | 10,43            | 151 (2014)                        | 14                 |
| Popolasca           | 2B244      | Popolascais    | 10,24            | 50 (2014)                         | 4,9                |
| Prato-di-Giovellina | 2B248      | Pratais        | 12,21            | 43 (2014)                         | 3,5                |
| Soveria             | 2B289      | Sovériens      | 11,73            | 116 (2014)                        | 9,9                |

## Politique et administration

### Conseil communautaire
Le conseil communautaire est composé de délégués issus de chacune des communes membres, à raison d'un délégué par commune, auquel s'ajoutent 2 délégués titulaires par tranche de 500 habitants. Chaque commune dispose également du même nombre de délégués suppléants que de délégués titulaires.
Les délégués sont ainsi répartis comme suit :
| Nombre de délégués | Communes                                                                     |
| ------------------ | ---------------------------------------------------------------------------- |
| 3                  | Omessa                                                                       |
| 2                  | Castiglione, Castirla, Piedigriggio, Popolasca, Prato-di-Giovellina, Soveria |

### Présidence
La communauté de communes est présidée par Pierre Castelli.
| Période                                  | Période  | Identité        | Étiquette | Qualité         |
| ---------------------------------------- | -------- | --------------- | --------- | --------------- |
|                                          | En cours | Pierre Castelli |           | Maire d'Omessa. |
| Les données manquantes sont à compléter. |          |                 |           |                 |

## Compétences
- Aménagement de l'espace - Schéma de cohérence territoriale (SCOT) (à titre obligatoire)
- Autres
  - Gestion d'un centre de secours (à titre facultatif)
  - Infrastructure de télécommunication (téléphonie mobile...) (à titre facultatif)
  - Nouvelles technologies de l'information et de la communication -NTIC (Internet, câble...) (à titre facultatif)
- Développement et aménagement économique
  - Abattoirs, abattoirs-marchés et marchés d'intérêt national, halles, foires (à titre obligatoire)
  - Action de développement économique (Soutien des activités industrielles, commerciales ou de l'emploi, soutien des activités agricoles et forestières...) (à titre obligatoire)
  - Création, aménagement, entretien et gestion de zone d'activités industrielle, commerciale, tertiaire, artisanale ou touristique (à titre obligatoire)
  - Tourisme
- Développement et aménagement social et culturel - Construction ou aménagement, entretien, gestion d'équipements ou d'établissements culturels, socioculturels, socioéducatifs, sportifs (à titre optionnel)
- Énergie - Production, distribution d'énergie (à titre optionnel)
- Environnement
  - Collecte et traitement des déchets des ménages et déchets assimilés (à titre optionnel)
  - Protection et mise en valeur de l'environnement (à titre optionnel)
- Logement et habitat
  - Opération programmée d'amélioration de l'habitat (OPAH) (à titre optionnel)
  - Programme local de l'habitat (à titre optionnel)
- Sanitaires et social - Aide sociale (à titre facultatif)

### Sources
- Le splaf - (Site sur la Population et les Limites Administratives de la France)
- La base aspic de la Haute-Corse - (Accès des Services Publics aux Informations sur les Collectivités)